# Боковеньківська балка
Бокове́ньківська ба́лка — ботанічний заказник загальнодержавного значення в Україні. Розташований у Долинському районі Кіровоградської області, на околиці села Нагірне. 
Площа становить 15 га. Статус присвоєно 1996 року. Перебуває у віданні: Дослідно-селекційний дендрологічний лісовий центр «Веселі Боковеньки». 
На території заказника зростають рослини, які занесені до Червоної книги України: ковила пірчаста, сон чорніючий. Із дерев зустрічається дуб, також трапляється туя, скумпія звичайна. Нижня частина вкрита чагарниками. Має водоохоронне та ґрунтозахисне значення.

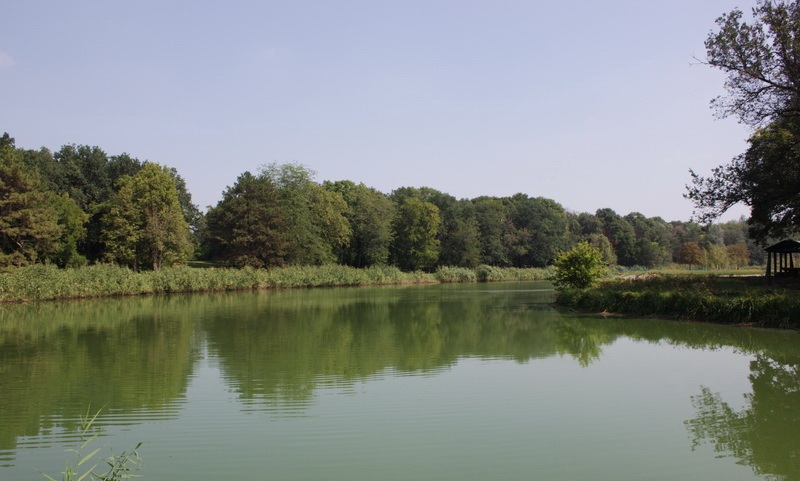
Боковеньківська балка в серпні (2012)